# Hughes H-1
Pour les articles homonymes, voir Hughes.
Dimensions
Le Hughes H-1 est un avion de course construit par Hughes Aircraft en 1935. Il a établi un record du monde de vitesse et un record de vitesse transcontinental à travers les États-Unis. Le H-1 est le dernier avion de construction civile destiné à battre le record du monde de vitesse, la plupart des avions suivant qui ont détenu ce record étaient de conceptions militaires.

## Conception et développement
Alors que Howard Hughes travaillait sur son film Les Anges de l'Enfer (Hell's Angels en anglais), il embaucha Glenn Odekirk pour maintenir en état de vol la flotte de plus de 100 avions utilisée par la production. Les deux hommes partageaient un intérêt commun pour l'aviation et planifièrent la construction d'un appareil de records. Cet appareil a reçu plusieurs noms mais le plus connu est le H-1. Ce fut le premier avion produit par la Hughes Aircraft Company.

Les premières études débutèrent en 1934 avec une maquette exacte de grande dimension (autour de 60 cm de long) qui fut testée dans la soufflerie du California Institute of Technology. L'avion révéla un potentiel de vitesse remarquable (plus de 580 km/h).

## Caractéristiques

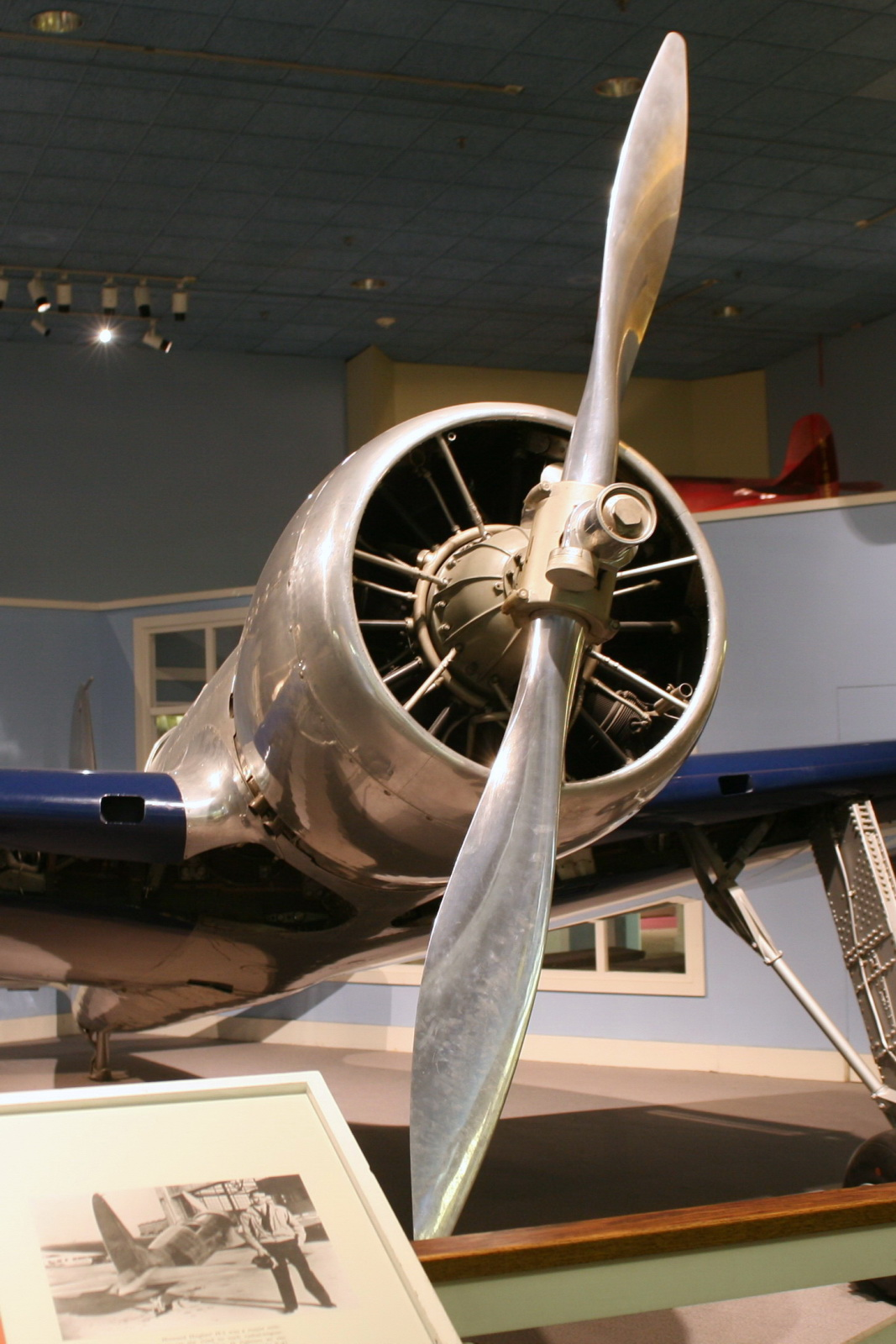
Moteur du H-1

## De nos jours
Le seul exemplaire original du H-1 fut donné à la Smithsonian Institution en 1975 et est exposé au National Air and Space Museum.